# Сахалін-2
Проєкт « Сахалін -2» (рос. Сахалин-2) — проєкт розробки нафти і газу на острові Сахалін, Росія. 
Він включає розробку Пільтун-Астохського нафтового і Лунського газового родовищ  на шельфі острова Сахалін в Охотському морі та супутню інфраструктуру на суші. 
Управління та експлуатація проєкту здійснює компанія Sakhalin Energy.

## Історія
Початковий консорціум був спільним підприємством між Marathon Oil, McDermott International і Mitsubishi. 
Консорціум виграв тендер російського уряду в 1992 році. 
Пізніше того ж року Royal Dutch Shell приєднався до спільного підприємства. 
У 1994 році СП було зареєстровано на Бермудських островах, утворивши Sakhalin Energy Investment Company Ltd. на чолі з Marathon Oil провела переговори щодо першого PSA безпосередньо з представниками російського уряду. 
Російська сторона підтримувала планування проєкту та затвердження бюджету. 
Початкове інвестиційне рішення полягало в тому, щоб продовжити розробку нафтового родовища під керівництвом Marathon. 
McDermott продав свою частку іншим партнерам у 1997 році, а Marathon продав свої акції Shell за частку в інших об’єктах (родовище Фойнавен, що знаходиться під управлінням ВР, поблизу Шетландських островів, і вісім ділянок у Мексиканській затоці, включаючи родовище Урса) у 2000 році.
Рішення про продовження інвестицій у газовий проєкт було прийнято у 2003 році. 
Очікуваний бюджет різко зріс до 2005–2006 років. 
Трубопровідна частина газового проєкту зазнала різкої критики через екологічні проблеми. 
Розпочато судове провадження за можливим порушенням російських екологічних норм. 

У результаті російський уряд наказав припинити проєкт у вересні 2006 року. 
 
Під юридичним і політичним тиском консорціум був змушений продати контрольний пакет акцій «Газпрому». 
21 грудня «Газпром» отримав контроль над 50% плюс одна акція проєкту, підписавши угоду з Royal Dutch Shell. 
Завод СПГ був урочисто відкритий 18 лютого 2009 року. 
Перший вантаж був завантажений на газовоз «Grand Aniva» наприкінці березня 2009 року 
.
Після початку російського вторгнення в Україну в лютому 2022 року Shell заявила, що виходить з проєкту «Сахаліну-2» та інших підприємств у Росії.

## Технічні особливості
Два родовища містять приблизно 1 200 мільйонів барелів (190×106 м3) сирої нафти та 500 млрд м³ природного газу; 
Видобуватиметься 9,6 млн тонн зрідженого природного газу на рік і близько 180 000 барелів на добу (29 000 м³/день) нафти. 
Загальна вартість проєкту до 2014 року була спочатку оцінена Royal Dutch Shell в 9 - 11 млрд доларів США. 
Однак витрати виявилися суттєво заниженими, і в липні 2005 року Shell переглянула оцінку в бік підвищення до 20 мільярдів доларів. 
Проєкт «Сахалін-2» містить:
- Платформа Пільтун-Астохське-А (Molikpaq, PA-A)
- Платформа Лунське-А (Лун-А)
- Платформа Пільтун-Астохське-Б (ПА-Б)
- Об’єкт переробки на суші
- Транссахалінські трубопроводи
- Експортний термінал нафти
- Завод
- Плани щодо додаткової платформи (PA-C)

### Платформа Пільтун-Астохське-А
Бурова та нафтовидобувна платформа Molikpaq (платформа Пільтун-Астохське-А) — льодостійка структура, спочатку побудована для розвідки нафти в канадському морі Бофорта. 
Платформа була законсервована в 1990 році та встановлена в Астохському районі Пільтун-Астохського родовища, за 16 км від берега, у вересні 1998 року. 

Molikpaq має виробничу потужність 90 000 барелів на день нафти та 1,7 млн м³ попутного газу.

### Платформа Лунське-А

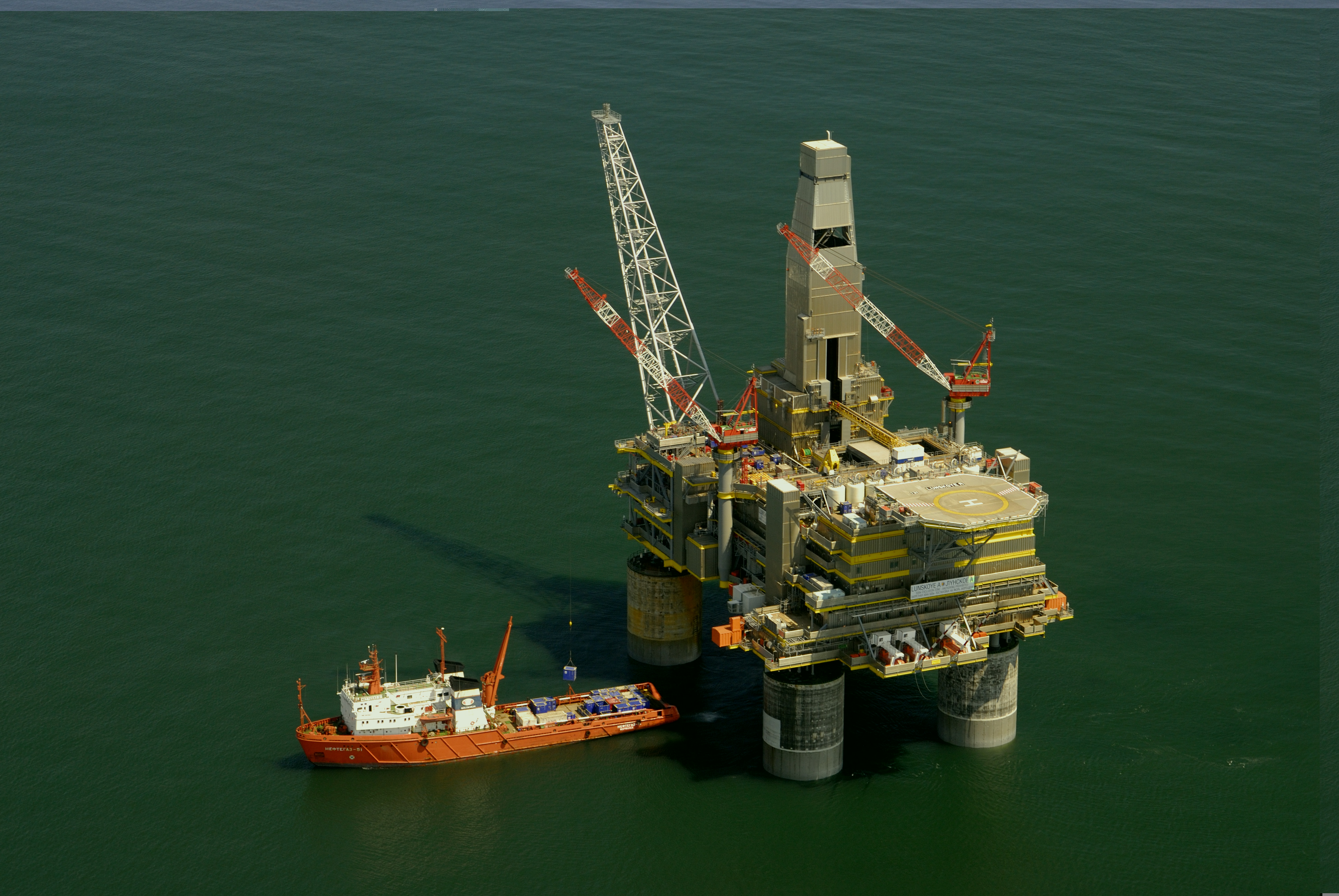
Платформа Лун-А

Платформа Лунського родовища була встановлена в червні 2006 року на Лунському газовому родовищі за 15 км від берега. 
Має виробничу потужність понад 50 мон м³ природного газу, близько 50 000 барелів/день (7 900 м³/день) пікових рідин (супутня вода та конденсат) і 16 000 барелів на день (2 500 м³/день) нафти. 

### Платформа Пільтун-Астохське-Б
Платформа PA-B була встановлена в липні 2007 року в районі Пільтун Пільтун-Астохського нафтового родовища, за 12 км від берега. 
PA-B має виробничу потужність 70 000 барелів/день (11 000 м³/день) нафти та 2,8 млн м³ попутного газу. 

### Об’єкт перероблювання на суші
Берегове переробне підприємство розташоване на північному сході острова Сахалін, за 7 км вглиб материка в районі Ноглики. Завод призначений для перероблювання природного газу, конденсату і нафти Лунського і Пильтун-Астохського родовищ перед транспортуванням по трубопроводу до термінала експорту нафти та заводу зрідженого газу в затоці Аніва на півдні острова Сахалін. 

### Транссахалінські трубопроводи
Транссахалінська трубопровідна система призначена для транспортування вуглеводнів з Пильтун-Астохського і Лунського родовищ на півночі острова Сахалін до берегового переробного комплексу в Ноглицькому районі, а також до заводу зрідженого природного газу і терміналу відвантаження нафти в затоці Аніва. 

### Експортний термінал нафти
Термінал для експорту нафти розташований у затоці Аніва на схід від заводу СПГ. 
Містить експортний трубопровід і танкерний наливний вузол, де здійснюється навантаження нафти в танкери. 

### Завод СПГ
Завод СПГ «Сахалін-2» є першим такого типу в Росії. 
Знаходиться у Пригородному в затоці Аніва, за 13 км на схід від Корсакова. 
Будівництво СПГ-заводу здійснювали ВАТ «Ніпігазпереробка» (Nipigas) і консорціум «ХімЕнерго» спільно з двома японськими компаніями Chiyoda Corporation і Toyo Engineering Corporation. 
Станція була розроблена для запобігання значної втрати захисної оболонки у разі землетрусу та забезпечення структурної цілісності критичних елементів, таких як аварійні запірні клапани та диспетчерська станція.
Завод СПГ має:
- Два резервуари для зберігання СПГ на 100 000 м³
- Пристань СПГ
- Дві лінії перероблення СПГ, кожна потужністю 4,8 млн тонн СПГ на рік
- Дві сфери зберігання холодоагенту, 1600 м³ кожна (загальна ємність) для зберігання пропану та етану
- Дизельна паливна система
- Теплоносна рідинна система для постачання тепла різноманітним технологічним споживачам
- П'ять газотурбінних генераторів загальною потужністю близько 129 МВт електроенергії
- Комунальні системи, включаючи приладові повітряні та азотні установки та системи дизельного пального
- Станція очищення стічних вод для очищення стічних вод і води, що містить змійовики.

Потужність СПГ-заводу становить 9,6 млн тонн СПГ на рік. 
Спеціальний процес зрідження газу був розроблений Shell для використання в холодному кліматі, наприклад на Сахаліні, на основі використання подвійного змішаного холодоагенту.
Завод СПГ має два двостінні резервуари для зберігання СПГ ємністю 100 000 м³ кожен. 
СПГ експортується через 805 м причал у затоці Аніва. 
Пристань оснащена чотирма рукавами – двома завантажувальними рукавами, одним подвійним призначенням і одним рукавом для повернення пари. 
Верхній настил призначений для дорожнього полотна та електричних кабелів. 
Нижня палуба використовується для газопроводу СПГ, ліній зв'язку та пішохідної доріжки. 
СПГ закачується з резервуарів для зберігання в паралельні завантажувальні лінії, які надходять до причалу СПГ. 
На верхівці причалу трубопроводи з’єднані з чотирма завантажувальними рукавами причалу. 
Глибина води у хвості пристані становить 14 м.